# Can Fullana
Can Fullana és un edifici unifamiliar de Palma situat al carrer de Faust Morell (núm. 9), a la barriada de Pere Garau.
Es tracta d'un edifici projectat el 1936 per l'arquitecte Guillem Forteza amb la col·laboració del seu delineant Miquel Fullana, qui també encomanà el projecte. L'edifici fa parella amb Can Ferrer, també obra de Forteza (1939).
Amb aquests edificis, es percep com Forteza és influït per les noves arquitectures centreeuropees. Es caracteritzen per plantes asimètriques en forma de L o Z i geometries més dinàmiques: les cobertes passen a ser planes de remat amb fiola horitzontal i s'hi afegeixen jàsseres penjades i pilars de formigó.